# ستيوارت سكوت
ستيوارت سكوت (بالإنجليزية: Stuart Scott)‏ هو معلق رياضي وصحفي أمريكي، ولد في 19 يوليو 1965 في شيكاغو في الولايات المتحدة، وتوفي في 4 يناير 2015 في كونيتيكت في الولايات المتحدة.
شخص سكوت بنوع من أنواع سرطان الزائدة الدودية في عام 2007, وقد توفي نتيجة هذا المرض في عام 2015.

## وصلات خارجية
- ستيوارت سكوت على موقع IMDb (الإنجليزية)
- ستيوارت سكوت على موقع إن إن دي بي (الإنجليزية)
- ستيوارت سكوت على موقع قاعدة بيانات الفيلم (الإنجليزية)